# 4 Blocks
4 Blocks är en tysk dramaserie. Den handlar om Ali "Toni" Hamady, ledaren för en libanesisk kriminell klan och  narkotikakartell i Neukölln, Berlin. Han tvingas skjuta upp sina planer på att lämna verksamheten för att leva ett vanligt liv med sin fru, när hans svåger arresteras. Han tar in Vince Kerner, en gammal vän spelad av Frederick Lau, för att återställa ordningen i familjeföretaget. Detta till stor motvilja för Tonis bror Abbas, som är angelägen om att efterträda honom som familjeledare. I Sverige har serien visats på HBO och Comhem play.

## Rollista
- Kida Khodr Ramadan - Ali „Toni“ Hamady
- Frederick Lau - Vince Kerner
- David Schütter - Matthias Keil
- Veysel Gelin - Abbas Hamady
- Almila Bagriacik - Amara Hamady
- Maryam Zaree - Kalila Hamady
- Karolina Lodyga - Ewa Niziol
- Wasiem Taha - Latif Hamady
- Sami Nasser - Kemal Hamady
- Erkan Sulcani - Achmed „Kartoffel“ Hamady
- Rauand Taleb - Zeki
- Emilio Sakraya - Issam
- Ronald Zehrfeld - Rainer „Ruffi“ Ruff
- Oliver Masucci - Hagen Kutscha
- Ludwig Trepte - Nico

## Källhänvisningar
- 4 Blocks på Internet Movie Database (engelska)